# François Louis Nompar de Caumont de La Force

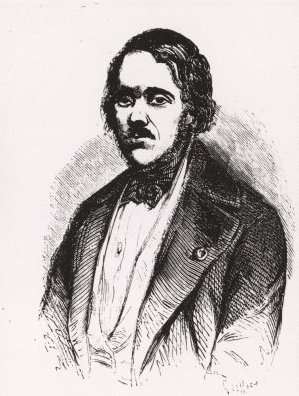
François de Laporte de Castelnau

François Louis Nompar de Caumont de La Force später François Louis Nompar de Caumont de Laporte, Graf von Castelnau (* 25. Dezember 1802 in London; † 4. Februar 1880 in Melbourne), war ein französischer Forschungsreisender.

## Leben
Er bereiste 1837–41 Nordamerika, 1843–47 das äquatoriale Südamerika; 1862 bis zu seinem Tod war er französischer Generalkonsul in Melbourne.
Castelnau schrieb über seine Reise ein bedeutendes Werk in sieben Teilen, bestehend aus einem Reisebericht in sechs Bänden (Histoire du voyage) und mehreren wissenschaftlichen Bänden (Karten, Geographie, Antiquitäten, Pflanzen und Tiere).
Er begründete die Familie der Runzelkäfer Rhysodidae LAPORTE 1840 in der zoologischen Systematik.

## Dedikationsnamen
Jules Bourcier und Étienne Mulsant widmeten ihm 1848 den Namen im Tropfenbrustkolibri (Aglaeactis castelnaudii), Alfred Malherbe 1862 den im Gelbbauch-Zwergspecht (Picumnus castelnau). Auch in den Unterart des Kronentyranns (Onychorhynchus coronatus castelnaui Deville, 1849) und des Keilschnabel-Baumsteigers (Glyphorynchus spirurus castelnaudii Des Murs, 1856) Alexandre Thominot nannte 1889 den Nördlichen Samtgecko (Oedura castelnaui) zu seinen Ehren. Alípio de Miranda-Ribeiro nannte 1907 eine Weichnasenrochenart Raja castelnaui, die heute unter dem Namen Atlantoraja castelnaui geführt wird. Mit Hemiancistrus castelnaui hat außerdem 1911 ein Synonym zu den Harnischwelsen gehörenden Art Lasiancistrus schomburgkii (Günther, 1864) beschrieben. James Douglas Ogilby beschrieb 1897 die neue Heringsart Herklotsichthys castelnaui, Pieter Bleeker 1860 die neue Kieferfischart Opistognathus castelnaui und George Albert Boulenger 1911 die Rundkopf-Nilhechtart Pollimyrus castelnaui. William Sharp Macleays Beschreibung Heteroscarus castelnaui aus dem Jahre 1878 ist heute ein Synonym für Heteroscarus acroptilus  (Richardson, 1846). Mit Nagelius castelnaudi (Marseul, 1870) kam er in einer Stutzkäferart und mit Lucio castelnaui (Kirsch, 1865) in einer Leuchtkäferart zu Ehren. Louis Hippolyte Hupé beschrieb 1857 mehrere Muchelarten mit seinem Namen. So beschrieb er Anodonta castelnaudii, ein Synonym für Anodontites trigona (Spix & Wagner, 1827), Hyria castelnaudii, ein Synonym für Prisodon obliquus Schumacher, 1817 und Leila castelnaudii, ein Synonym für Leila blainvilliana (Lea, 1834). Isidore Geoffroy Saint-Hilaire und Émile Deville beschrieben 1848 den Silbernen Wollaffen (Lagothrix poeppigii) Schinz, 1844 unter dem Namen Lagothrix castelnaui.

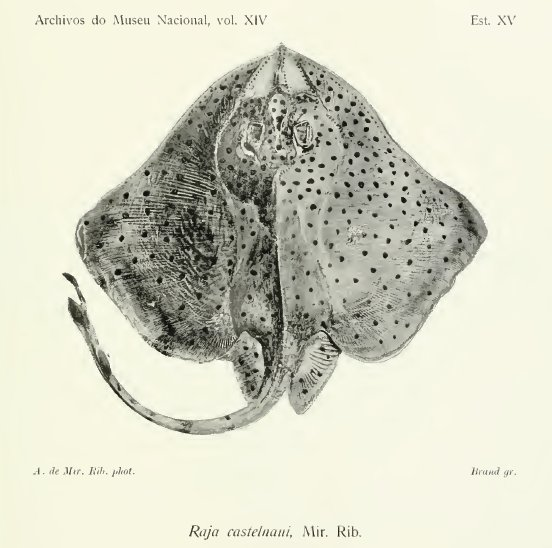
Atlantoraja castelnaui von Alípio de Miranda-Ribeiro
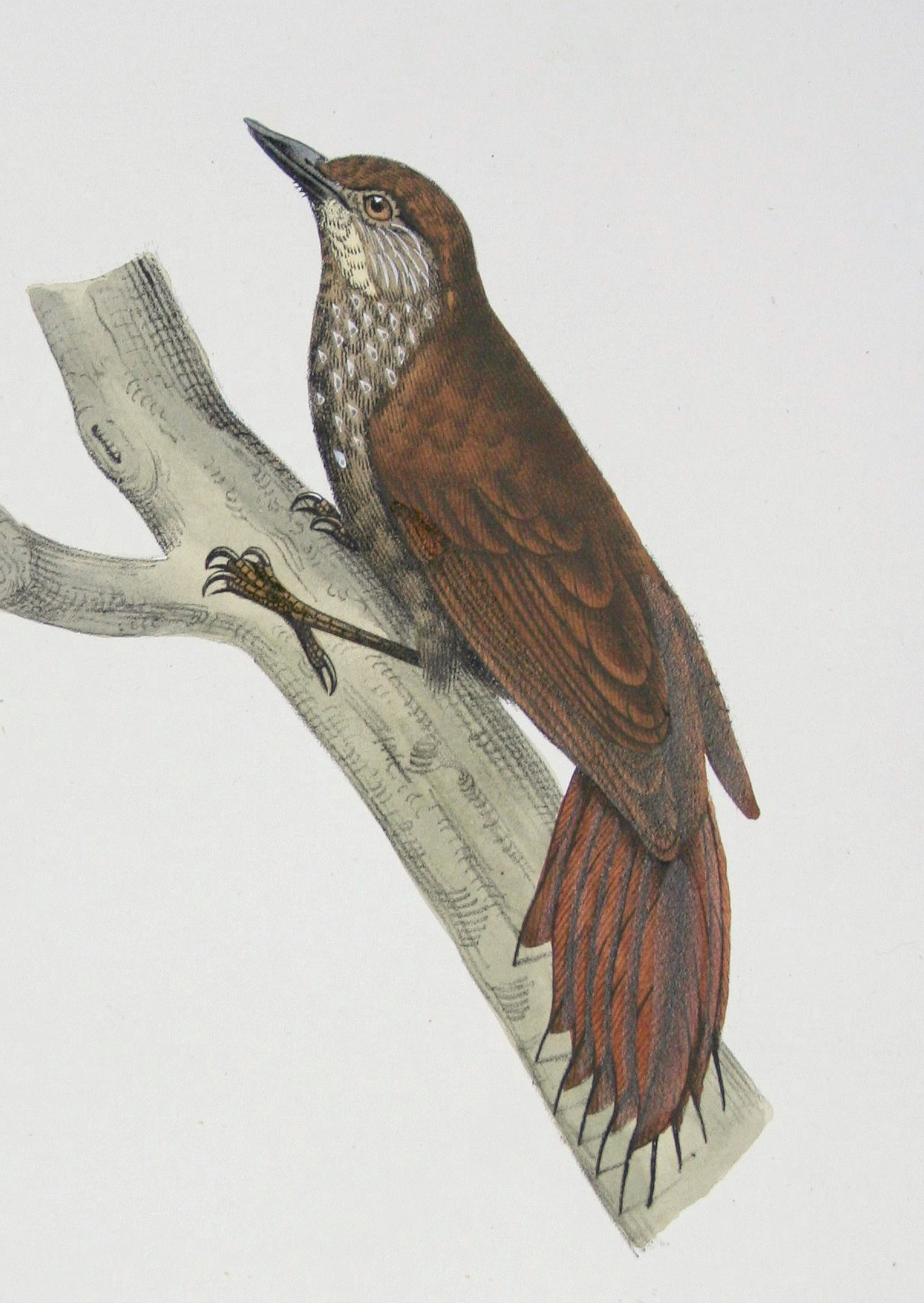
Tafel zu Erstbeschreibung von Glyphorynchus spirurus castelnaudii
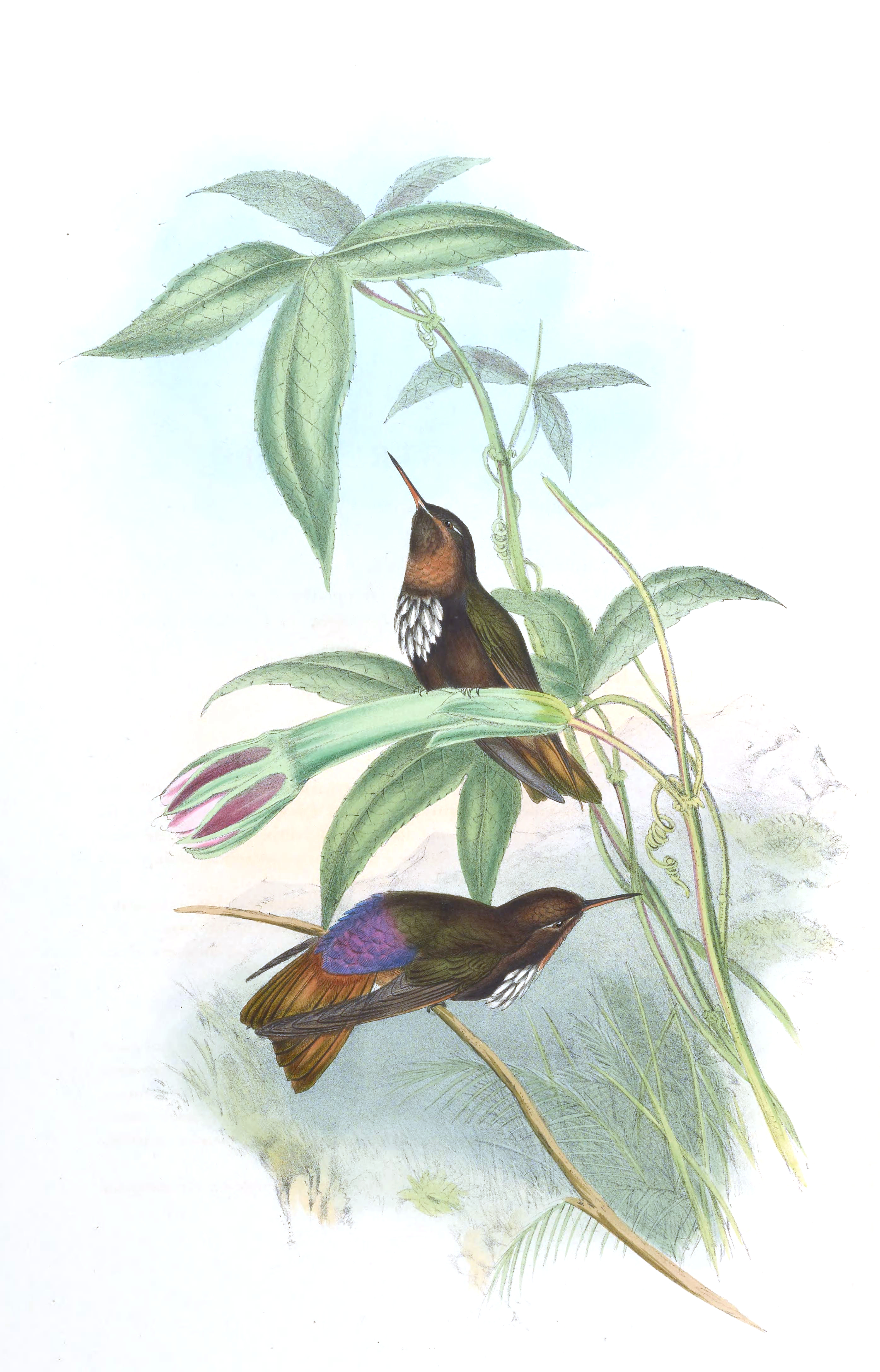
Rotbrust-Andenkolibri nach Lithografie von Henry Constantine Richter nach einer Zeichnung von John Gould, 1857
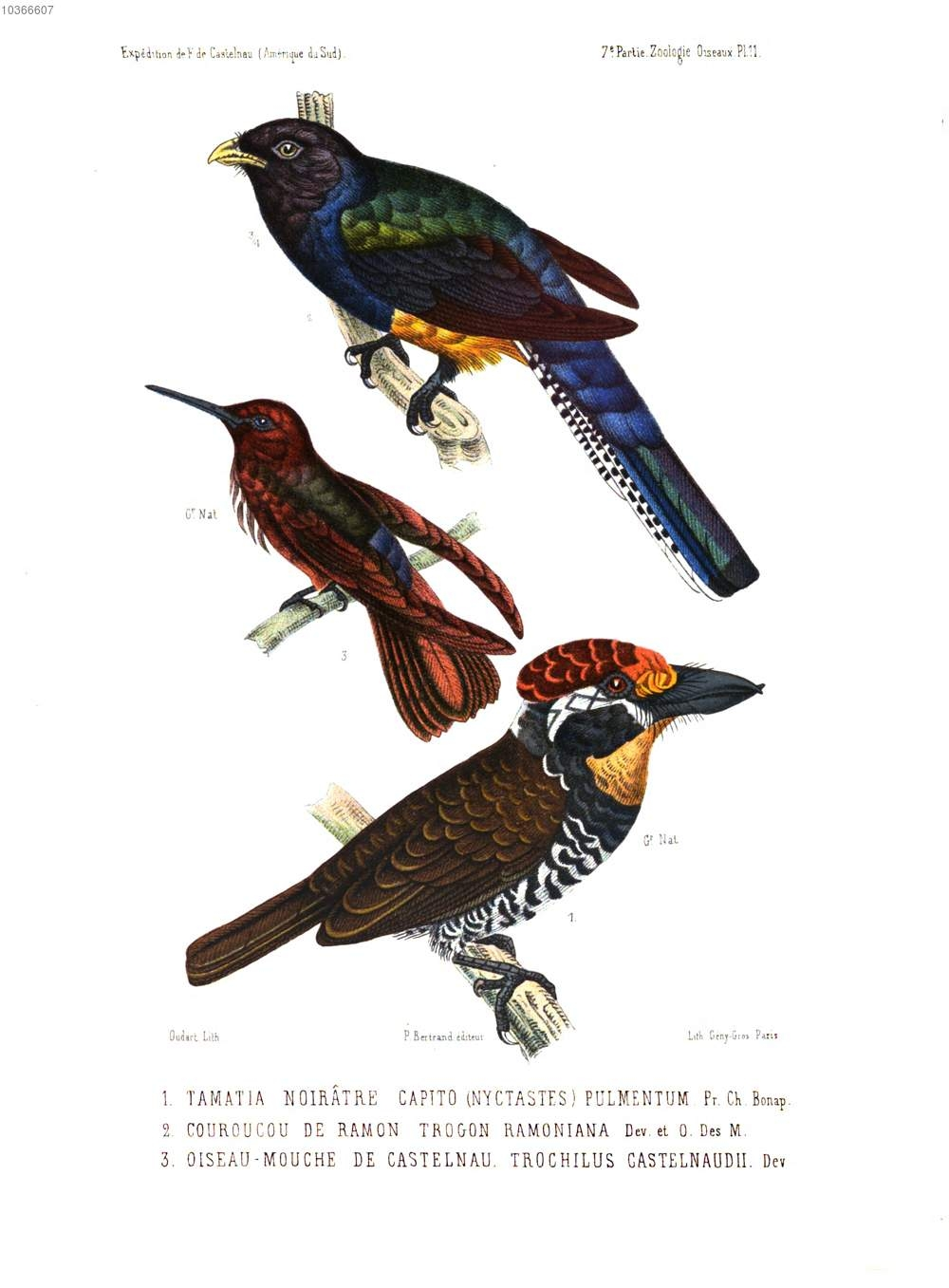
Rotbrust-Andenkolibri nach Lithografie von Paul Louis Oudart (1796–1860)
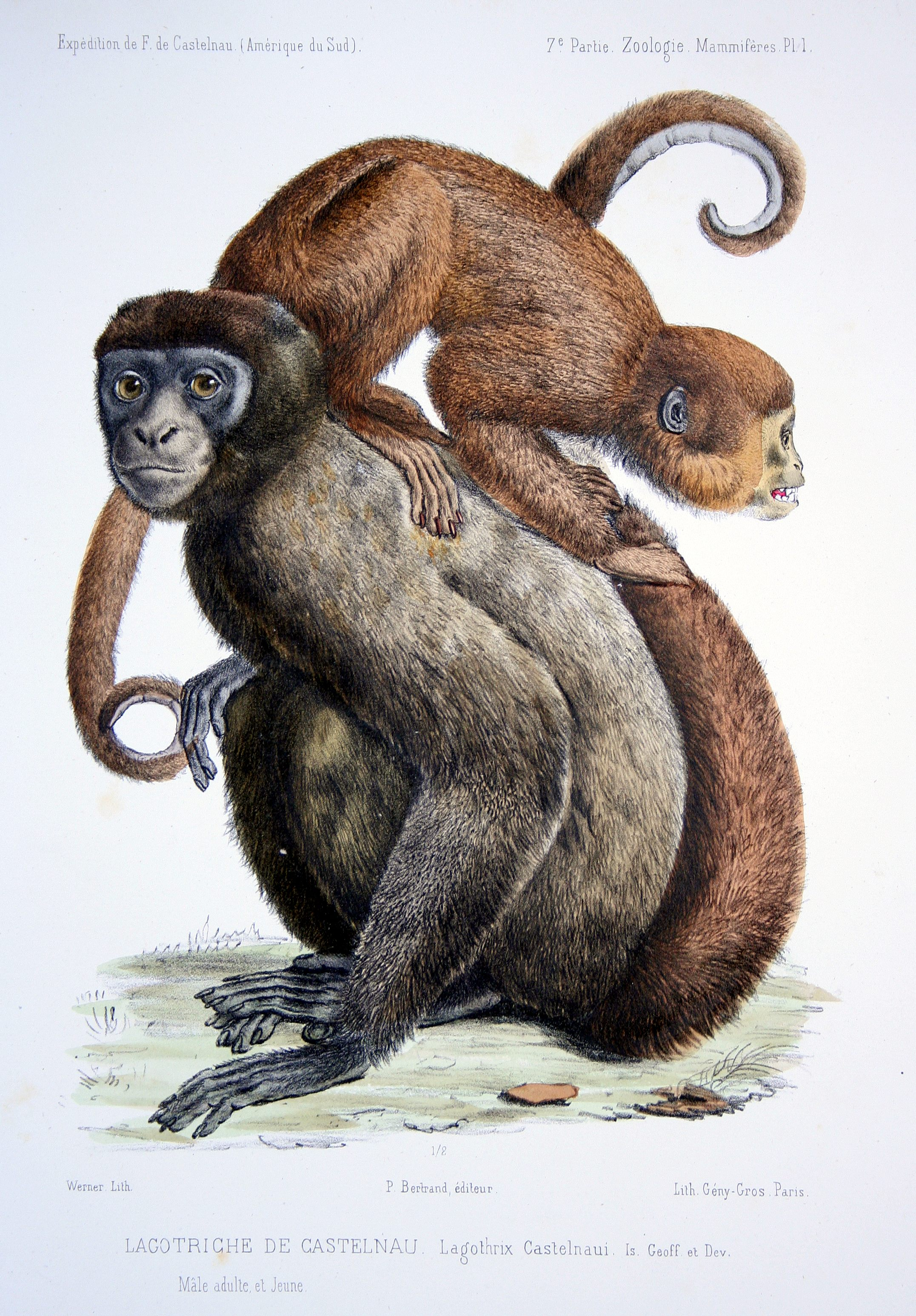
Lagothrix castelnaui nach Lithografie von Jacques Christophe Werner (1798–1856)

## Schriften
- Vues et souvenirs de l'Amerique du Nord. Arthus-Bertrand, Paris 1842 (online [abgerufen am 8. März 2014]).
- Essai sur le système silurien de l'Amérique septentrionale (avec vingt-sept planches). P. Bertrand, Paris 1843 (online [abgerufen am 8. März 2014]).
- Expédition dans les parties centrales de l'Amérique du Sud, de Rio de Janeiro à Lima, et de Lima au Para : exécutée par ordre du gouvernement Français pendant les années 1843 à 1847. – Paris : P. Bertrand, 1850–1857 online-Ansicht
  - Histoire du voyage (6 Bände)
  - Vues et Scènes recueillies pendant l'expédition dans les parties centrales de l'Amerique du Sud
  - Antiquités des Incas et autres peuples anciens, recueillies pendant l'expédition dans les parties centrales de l'Amerique du Sud
  - Itinéraires et coupe géologiques à travers le continent de l' Amerique du Sud
  - Géographie des parties centrales de l' Amerique du Sud, et particulièrement de l'Équateur au Tropique du Capricorne
  - [Botanique], Choris Andina, essai d'une flore de la région alpine des Cordillères de l'Amérique du Sud (von Hughes Algernon Weddell, 2 Bände)
  - [Zoologie], Animaux nouveaux ou rares recueillis pendant l'expédition dans les parties centrales de l' Amérique du Sud (3 Bände)

  1. Anatomie (von Paul Gervais), Mammifères (von P. Gervais), Oiseaux (von M. Desmurs)
  2. Poissons (von Castelnau), Reptiles (von Guichenot)
  3. Entomologie (von H.Lucas), Mollusques (von H. Hupé), Myriapodes et scorpions (von P. Gervais)
- Mémoire sur les poissons de l'Afrique australe. Paris. Mem. Poiss. Afr. Australe: i-vii + 1-78. 1861